# 新巴比倫帝國
新巴比倫帝國（前626年－前539年），因由迦勒底人所建又稱為迦勒底帝國，兴起于古代美索不達米亞南部巴比伦城的政权。公元前626年建立并和米底一同消灭了新亚述帝国，在尼布甲尼撒二世統治時國勢達到鼎峰，最後在公元前539年被波斯人消滅。

## 建立
新巴比倫帝國由迦勒底人建立，迦勒底人是閃米特人的一支，他們於公元前1000年代初來到兩河流域南部定居，隨後亞述帝國征服並統治了兩河流域南部，迦勒底人曾多次起義反抗亞述的統治。
公元前626 年，亞述人派迦勒底人領袖那波帕拉沙爾率軍駐守巴比倫，他到巴比倫後，卻發動反對亞述統治的起義，建立新巴比倫帝國，並與伊朗高原的米底王國聯合，共同對抗亞述。公元前612年，亞述帝國結束，遺產被新巴比倫帝國及米底王國瓜分，其中新巴比倫帝國分取了亞述帝國的西半壁河山，即兩河流域南部、敘利亞、巴勒斯坦及腓尼基。

## 強盛期
公元前604年，尼布甲尼撒二世即位，敘利亞立時歸順新巴比倫帝國，但腓尼基及巴勒斯坦地區態度不明，而埃及一向覬覦此區，拉攏推羅、西頓等腓尼基地區與埃及結盟，此时前600年的迦勒底帝国人口达到250万。對此，尼布甲尼撒二世繼續與米底王國結盟，又娶公主阿米蒂斯為后，以鞏固自己後方。公元前597年，出兵巴勒斯坦，攻佔耶路撒冷，扶植猶太人齊德啟亞為傀儡統治猶太人。
公元前590年，埃及法老普薩姆提克出兵巴勒斯坦，推羅國王投靠埃及，西頓被佔領，猶太人齊德啟亞及巴勒斯坦、外約旦等地紛紛倒向埃及。同時，米底王國與新巴比倫帝國的關係緊張起來，為此新巴比倫帝國築起一條新長城防範米底。然而，米底因要對抗烏拉爾圖及西徐亞人，無力再與新巴比倫帝國對抗，致使尼布甲尼撒二世可於公元前587年第二次揮軍巴勒斯坦。他圍困猶太人的聖城耶路撒冷，西底家突圍失敗，落入新巴比倫帝國軍隊之手，被挖去雙眼後送往巴比倫城。公元前586年，耶路撒冷被圍十八個月後城陷，居民被俘往巴比倫尼亞，史稱「巴比倫之囚」。
尼布甲尼撒二世又圍攻腓尼基的推羅，不果。公元前574年，雙方議和，推羅國王伊托巴爾三世承認尼布甲尼撒二世為尊者，保持了推羅的自治地位，其他附近的小王國都紛紛向尼布甲尼撒二世稱臣。公元前569年，埃及發生王位之爭，尼布甲尼撒二世曾趁此在公元前567年入侵埃及，結果不詳，但迫使埃及放棄侵略巴勒斯坦的野心。到前550年，迦勒底帝国的人口达到380万人。

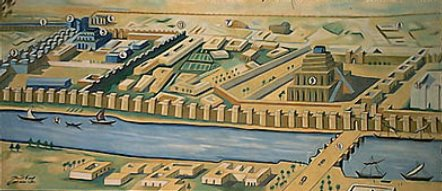
尼布甲尼撒二世統治時的巴比倫城市圖

尼布甲尼撒二世對巴比倫城進行了大规模建設，使巴比倫成為當時世上最繁華的城市，也是中東最重要的工商業城市。巴比倫城以兩道圍牆圍繞．外牆以外，還有一道注滿了水的壕溝及一道土堤，城內的主干道中央以白色及玫瑰色石板鋪成，另城有八個城門，其中的北門就是著名的伊絲達爾門，表面用青色琉璃磚裝飾，磚上有許多公牛和神話中的怪物等浮雕。巴比倫城被建設得宏偉壯麗，直到100多年後，希臘歷史學家，被稱為「歷史之父」的希羅多德來到巴比倫城時，仍稱它為世界上最壯麗的城市。

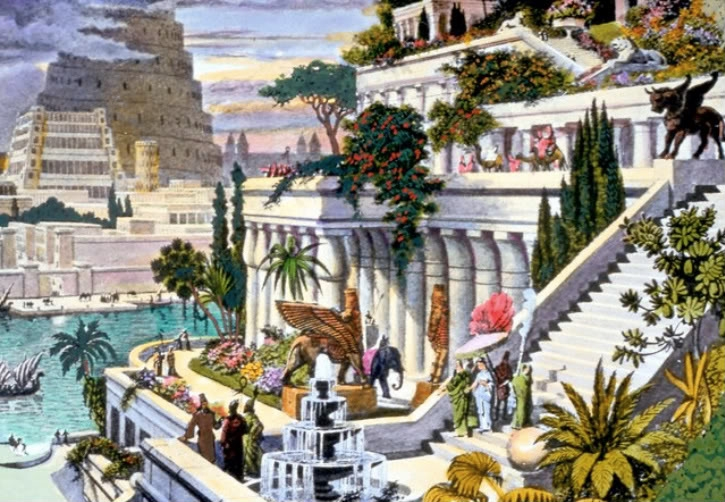
傳說中尼布甲尼撒二世的傑作，古代世界七大奇觀之一，空中花園

尼布甲尼撒二世據稱還在巴比倫城為米底來的王后興建「空中花園」，令米底公主不再有思鄉之苦。該花園位於底格里斯河邊，據狄奧多拉記載，花園每邊長120米左右，呈正方形，花園內滿是奇花異草，並用螺旋泵不斷地從幼發拉底河裡取水作灌溉。這個花園遠看起來就像位於天空中般，因此被稱為空中花園。內裡亦有著富麗堂皇的宮殿，使得尼布甲尼撒二世和王后可以在宮殿裡飽覽全城的景色。這個空中花園名滿天下，被後世譽為古代世界七大奇觀之一，空中花園被毀於公元前三世紀。
新巴比倫帝國時期的奴隸制度也有了更大的發展，奴隸的人數也增多，顯著的特點是讓奴隸更多的獨立經營，奴隸可獨立租佃土地，經商，從事手工業等，甚至開錢莊放債，有極少數的奴隸甚至還達到相當富有的程度，甚至奴隸本身也擁有奴隸，除為主人代理行事外，又同時經營自己的經濟。不過即是他們富起來，他們也還是其主人的財產，主人可將其隨意買賣，轉讓或作陪嫁物，他們要烙上主人的名字，從外國買來的奴隸要烙上兩種語言，外籍奴隸由其主人取一個巴比倫尼亞的名字。然而，大多數的奴隸的處境仍然是很不好，從保存下來的司法文件中，奴隸否認自己是奴隸的身分，還以逃亡形式進行反抗，所以買賣奴隸時，賣主必須向買主保證奴隸不逃亡。除奴隸外，社會上主要的生產者是自由民，他們租佃王室、神廟及個別奴隸主的土地，而且往往還要額外租用牲畜、種子和農具，他們也同時是當時的被剝削者。

## 覆亡
尼布甲尼撒二世死後不久，國內階級矛盾及民族矛盾加劇，最後一個國王拿波尼德統治時，國王及馬爾杜克神廟之間的矛盾加劇，並試圖另立新神，拿波尼德離開首都，以其子伯沙撒攝政。公元前539年，波斯人崛起，居魯士二世率軍入侵新巴比倫帝國時，祭司竟打開大門放波斯軍隊入城，伯沙撒被殺，那波尼德被俘，新巴比倫帝國不戰而亡。

### 考古发现
19世紀下半葉，在巴格達附近發掘出很多泥版和圓柱，使人對古巴比倫的歷史認識大增。其中之一是深具價值的一份文獻，稱為拿波尼度編年史，現今收藏於大英博物館。巴比倫王拿波尼度曾與兒子伯沙撒共同攝政。但他比兒子活得更久，後者於公元前539年10月5日的晚上在居魯士手下的軍隊攻陷巴比倫時被殺。
拿波尼度編年史就巴比倫的陷落提供一項注明日期的記錄，幫助確定事件發生的時間。以下是拿波尼度編年史一小部分的翻譯：
「塔斯利都月(提斯利月（9/10月）)，居魯士在底格里斯河的俄庇斯襲擊阿卡得的軍隊。……月中第14日，西巴爾不戰而降，拿波尼度逃離該城。第16日(儒略曆公元前539年10月11日；格雷果里曆10月5日)古提恩的總督戈布利亞（烏格巴魯）連同居魯士的軍隊不用動刀便進入巴比倫城。其後，拿波尼度在返回巴比倫時被捕。……亞拉沙姆努月(赫舍萬月（10/11月）)第3日［儒略曆10月28日］，居魯士進入巴比倫，居民將青綠的樹枝鋪在他腳前——他宣布『和平』(sulmu)臨到城中。居魯士向巴比倫全境致意。他的總督戈布利亞在巴比倫設立（輔）總督。」

## 新巴比倫王列表
1. 那波帕拉沙爾：公元前626年 - 公元前605年
2. 尼布甲尼撒二世：公元前605年 - 公元前562年
3. 以未米羅達：公元前562年 - 公元前560年
4. 涅里格利沙爾：公元前560年 - 公元前556年
5. 拉巴施馬爾杜克：公元前556年
6. 那波尼達：公元前556年 - 公元前539年

- 伯沙撒：攝政王，公元前553年或前549年 - 公元前539年

## 參看
- 巴比伦城
- 空中花園
- 巴比倫塔

### 引用
1. ↑  参考Ancient Near Eastern Texts, page 306.